# Kevin Michael Richardson

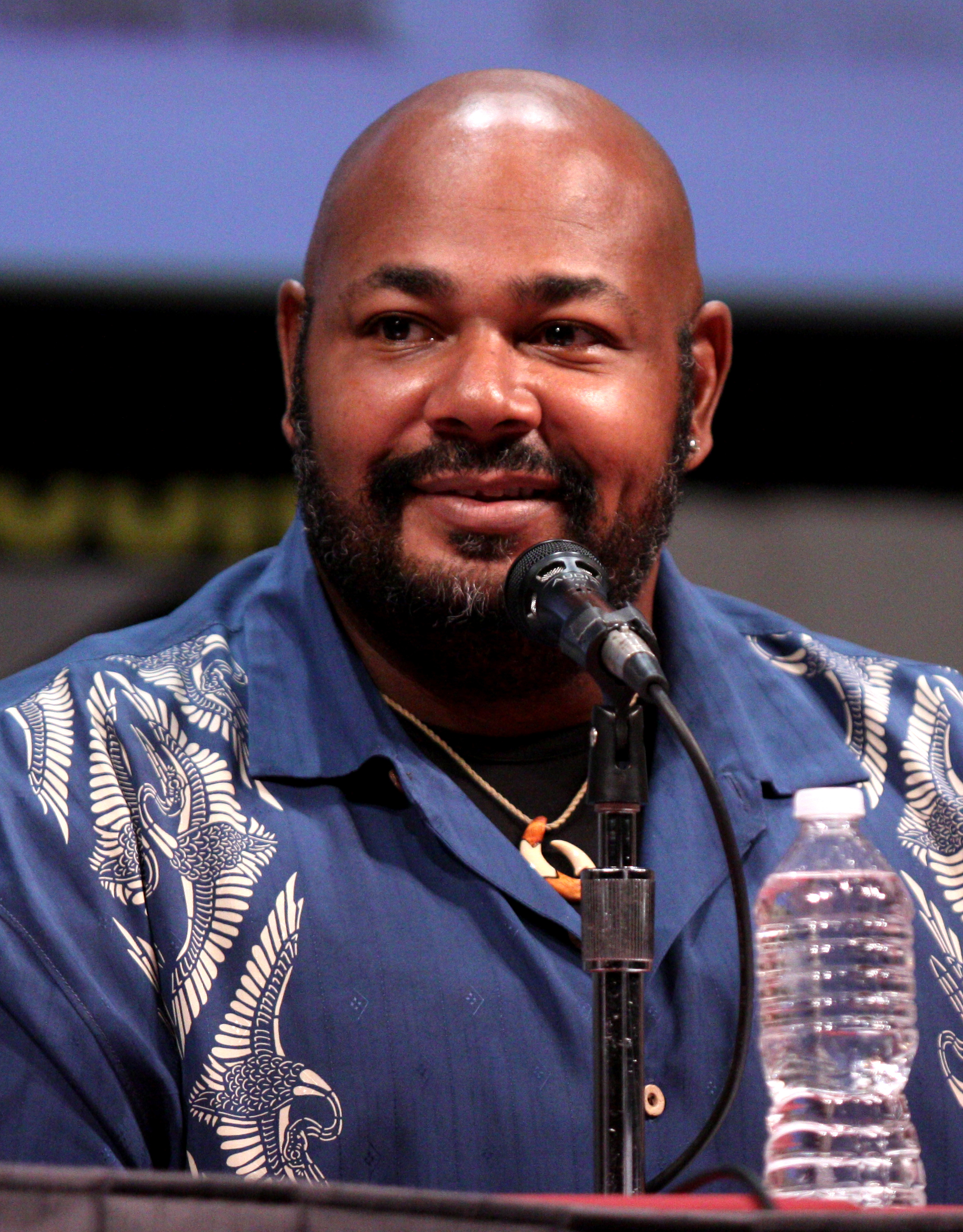
Kevin Michael Richardson (2011)

Kevin Michael Richardson III (* 25. Oktober 1964 in Bronx, New York City) ist ein US-amerikanischer Schauspieler und Synchronsprecher. Einem größeren Publikum ist er aktuell vor allem als Sprecher für Principal Lewis, einer Figur aus der Zeichentrickserie American Dad bekannt, die auch optisch ihm nachempfunden wurde.

## Leben
Erstmals mit der Schauspielerei kam Kevin Michael Richardson Anfang der 1980er Jahre, als er für das Programm Arts '82 der Stiftung National Foundation for the Arts als einer von acht Teilnehmern ausgesucht wurde. Als Folge dessen durfte er nicht nur an einem von PBS produzierten Spot von John Houseman auftreten, er erhielt auch ein Stipendium für die Syracuse University. Nachdem er 1998 mit einem Bachelor in Theaterwissenschaften graduierte, arbeitete Richardson einige Jahre im Theater und machte teilweise bis zu 8 Shows in der Woche, bevor er 1991 nach Los Angeles zog und feststellte, dass seine Agentur CESD auch eine Abteilung für das Synchronsprechen hatte. Er war überrascht, dass man mit der Synchronsprecherei Geld verdienen könne und wollte unbedingt damit arbeiten, sodass er von seiner Agentur forderte, dass man ihn zu solchen Castings vermittele. Doch trotz der Bedenken seiner Agenten, die ihm die Schwierigkeiten des damaligen Geschäfts verdeutlichten, erhielt Richardson mit seinem ersten Casting gleich seinen ersten Job.
Für die Zeichentrickserie The Batman wurde er als erster afroamerikanischer Synchronsprecher für die Rolle des Joker gecastet. Damit übernahm er den Part von Mark Hamill, der diesen zuvor fast 20 Jahre lang immer wieder sprach.
Seit 2008 spricht Richardson in der Zeichentrickserie The Cleveland Show im Original die beiden Figuren Cleveland Brown Jr. und Lester Krinklesac, sowie in der zweiten Staffel den US-Präsidenten Barack Obama. Um dabei auf die hohe Stimmlage von Cleveland Brown Jr. zu kommen, bereitet sich Richardson mit dem Singen besonders hoher Lieder wie Special Lady von The Moments vor.

## Filmografie (Auswahl)

### Schauspieler
- 1992: Verhängnisvolle Liebe (Something to Live for: The Alison Gertz Story)
- 1993: Crazy Instinct (Fatal Instinct)
- 1994: Emergency Room – Die Notaufnahme (ER, Fernsehserie, 3 Folgen)
- 1995: Sein Name war Haß (A Boy Called Hate)
- 1996: Bound – Gefesselt (Bound)
- 1998: Die Sportskanonen (BASEketball)
- 2004: Comic Book: The Movie
- 2008: The Cleaner (Fernsehserie, 18 Folgen)
- 2009: How I Met Your Mother (Fernsehserie, 1 Folge)

### Synchronsprecher
Videospiele
- 1996: Leisure Suit Larry 7: Love for Sail!
- 1998: Fallout 2
- 2000: Star Trek: Deep Space Nine - The Fallen
- 2000: Star Trek: Klingon Academy
- 2001: Baldur’s Gate II - Der Thron des Bhaal
- 2001: Metal Gear Solid 2: Sons of Liberty
- 2002: Metal Gear Solid 2: Substance
- 2003: Enter the Matrix
- 2003: Freelancer
- 2003: Indiana Jones und die Legende der Kaisergruft (Indiana Jones and the Emperor's Tomb)
- 2003: Star Wars: Knights of the Old Republic
- 2003: True Crime: Streets of LA
- 2004: Halo 2
- 2005: Kingdom Hearts II
- 2006: Avatar: The Last Airbender
- 2006: The Legend of Spyro: A New Beginning
- 2007: The Legend of Spyro: The Eternal Night
- 2008: The Legend of Spyro: Dawn of the Dragon
- 2011: Green Lantern: Rise of the Manhunters

Filme
- 1996: Charlie – Ein himmlischer Held (All Dogs Go to Heaven 2)
- 1999: Alvin und die Chipmunks treffen Frankenstein (Alvin and the Chipmunks Meet Frankenstein)
- 2001: The Flintstones: On the Rocks
- 2002: Die Abenteuer der Familie Stachelbeere (The Wild Thornberrys Movie)
- 2002: Die Country Bears – Hier tobt der Bär (The Country Bears)
- 2002: Lilo & Stitch
- 2003: Animatrix (The Animatrix)
- 2003: Batman – Rätsel um Batwoman (Batman: Mystery of the Batwoman)
- 2003: George, der aus dem Dschungel kam 2 (George of the Jungle 2)
- 2003: Matrix Revolutions (The Matrix Revolutions)
- 2003: Stitch & Co. – Der Film (Stitch! The Movie)
- 2004: Disneys Klassenhund: Der Film (Teacher's Pet)
- 2005: Die Rotkäppchen-Verschwörung (Hoodwinked!)
- 2007: Doctor Strange
- 2007: Es war k’einmal im Märchenland (Happily N'Ever After)
- 2007: Teenage Mutant Ninja Turtles (TMNT)
- 2008: Arielle, die Meerjungfrau – Wie alles begann (The Little Mermaid – Ariel’s Beginning)
- 2008: Batman: Gotham Knight
- 2008: Dead Space: Downfall
- 2008: Jagdfieber 2 (Open Season 2)
- 2008: The Powerpuff Girls Rule!!!
- 2009: Afro Samurai: Resurrection
- 2009: Transformers – Die Rache (Transformers: Revenge of the Fallen)
- 2010: Planet Hulk
- 2011: All-Star Superman
- 2020: Trolls World Tour
- 2023: Der Super Mario Bros. Film (The Super Mario Bros. Movie)
- 2023: Trolls – Gemeinsam Stark (Trolls Band Together)

Serien
- 1996: Road Rovers (13 Folgen)
- 1999: Batman of the Future (Batman Beyond, 3 Folgen)
- 1999–2001: Hausmeister Stubbs (The PJs, 39 Folgen)
- seit 1999: Family Guy
- 2000–2004: Static Shock (30 Folgen)
- 2001–2004: Die Liga der Gerechten (Justice League, 5 Folgen)
- 2002–2008: Deckname Kids next door (Codename: Kids Next Door, 12 Folgen)
- 2002–2007: Kim Possible (7 Folgen)
- 2003–2005: Lilo & Stitch (Lilo & Stitch: The Series, 7 Folgen)
- 2004: Barbaren-Dave (Dave the Barbarian, 21 Folgen)
- 2004–2008: The Batman (20 Folgen)
- 2004–2007: Danny Phantom (9 Folgen)
- 2005–2008: Avatar – Der Herr der Elemente (Avatar: The Last Airbender, 6 Folgen)
- 2005–2007: Loonatics Unleashed (26 Folgen)
- seit 2005: American Dad
- 2008–2009: Spectacular Spider-Man (The Spectacular Spider-Man Animated Series, 12 Folgen)
- 2008–2011: Batman: The Brave And The Bold (15 Folgen)
- 2008–2013: Die Pinguine aus Madagascar (The Penguins of Madagascar)
- 2009–2013: The Cleveland Show (88 Folgen)
- 2010–2011: G.I. Joe: Renegades (25 Folgen)
- 2010–2013: Transformers: Prime (55 Folgen)
- 2010–2013: Young Justice (20 Folgen)
- 2011–2012: ThunderCats (22 Folgen)
- 2012–2016: Willkommen in Gravity Falls (Gravity Falls)
- 2014–2016: Die 7Z (The 7D)
- 2014–2017: King Julien (All Hail King Julien)
- 2015–2021: F Is for Family (33 Folgen)
- 2022: Grünes Ei mit Speck (Green Eggs and Ham, 1 Folge)